# Kanton Montbéliard
 Montbéliard  is een kanton van het Franse departement Doubs. Het kanton maakt deel uit van het arrondissement Montbéliard.    

In 2020 telde het 30.567 inwoners.

Het kanton werd gevormd ingevolge het decreet van 25 februari 2014 met uitwerking op 22 maart 2015 met Montbéliard als hoofdplaats. 

## Gemeenten
Het kanton omvat het kanton volgende gemeenten : 
- Montbéliard
- Bart
- Courcelles-lès-Montbéliard
- Sainte-Suzanne